# 패드 어보트 테스트-2
패드 어보트 테스트-2(Pad Abort Test-2, 약칭 PAT-2, 비상 탈출 로켓 시험-2)란, 미국의 아폴로 계획에 의해 2번째로 행해진, 비상시에 우주비행사가 탈출하기 위한 로켓의 발사 실험이다.

## 목적

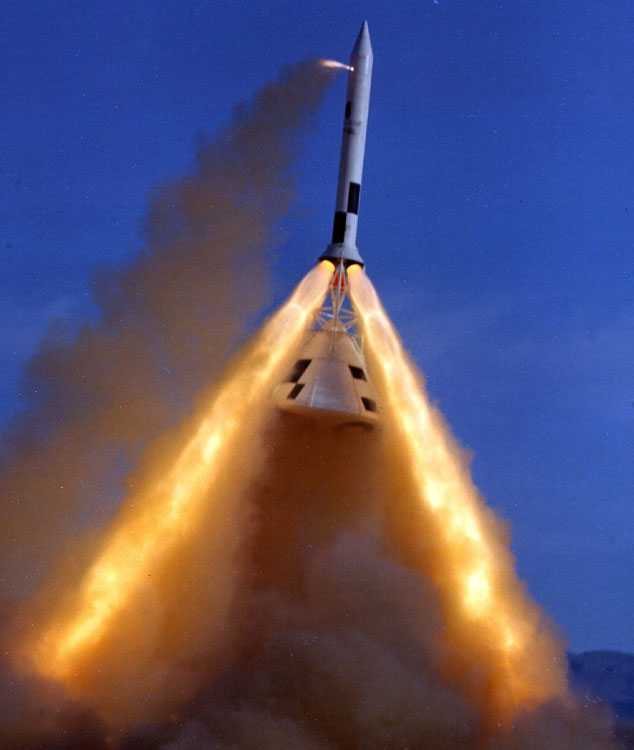
비상 탈출 로켓 시험(NASA)

PAT-2의 목적은, 로켓이 폭발하는 등의 긴급사태가 발생했을 때, 비행사를 안전하게 탈출시키는 긴급 탈출용 로켓 (launch escape system, LES)의 성능 시험이었다. 이 실험은 PAT-1에 이어 2번째가 된다.
LES는 로켓에 어떠한 이상이 검출되면 자동적으로 주 모터에 점화되어 사령선을 신속하게 안전한 고도까지 탈출시킨다. 또 동시에 정상부에 설치된 피치 모터가 각도를 바꾸어 기체는 약간 비스듬하게 상승한다. 주 모터가 연소를 정지해, 충분한 고도까지 도달하면 카너드(동체 앞부분의 작은 날개)를 전개해, 사령선의 저부를 진행 방향을 향한 자세로 안정시킨다. 그 후 LES는, 사령선 전체를 가리는 보호 커버와 함께 떼어내져 사령선은 3기의 낙하산을 전개해 안전한 지점에 착륙한다.
이번 실험으로 사용된 사령선의 모형은 A-002에 사용된 것과 같은 것으로, 중량이나 다른 특성을 보다 실제로 사용되는 우주선에 가까이 하고 있었다. 낙하산은 A-003의 것이 재사용되고 있었다.

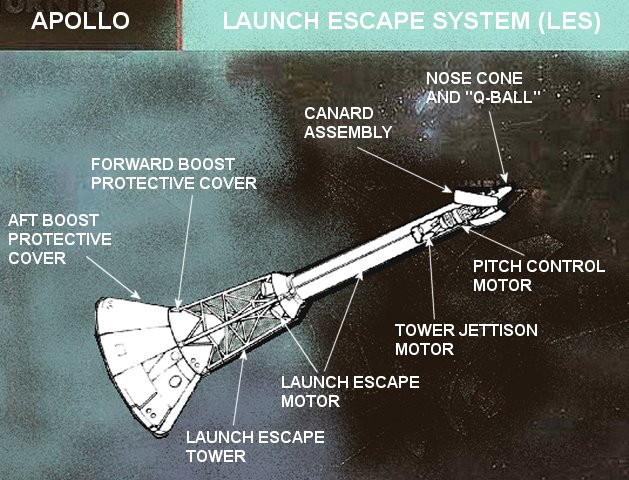
긴급 탈출용 로켓 해설도(NASA)

## 비행
실험은 1965년 6월 29일 13:00:01 UTC에, 화이트 샌즈 미사일 레인지에서 행해졌다. 주 모터와 피치 모터가 동시에 점화되어 기체는 예정대로의 궤도로 상승했다. 기체 형상의 불균형에 의해 약간의 롤(회전) 운동이 발생했지만, 실험에 영향을 줄 정도의 문제는 아니었다.
카너드가 전개해, 낙하산을 열기 위해 사령선의 저부가 진행 방향으로 향해졌다. 또 이 운동을 하는 동안에, LES는 예정대로 사령선의 보호 커버와 함께 모두 떼어내졌다. 이 때, 보호 커버는 예상되었던 대로 공기 저항으로 파괴되었다. 낙하산이 전개할 때까지 떼어낸 기기가 접촉하거나 서로 간섭하는 현상은 관측되지 않았다. 낙하산의 와이어의 한 개가 비틀리는 사고가 발생했지만, 착륙에는 지장은 없었다. 최대 고도는 2.82 km 로, 예정보다 200 m 정도 높았다. 사령선은 발사대로부터 2.32 km 떨어진 지점에 착륙했다.
우주선의 창이 설치되는 장소에는 4매의 유리 표본을 두고 영향을 조사할 수 있었지만, 그을음 등의 영향은 나타나지 않았다. 다만 그 중의 3매에는 유막이 생성되어 있는 것이 발견되었지만, 지장을 초래할 정도의 것은 아니었다. 실험은 충분히 만족스러운 성과를 올려 성공했다.